# Goryphus adornatus
Goryphus adornatus là một loài tò vò trong họ Ichneumonidae.